# Lista de episódios de Hunter × Hunter (2011)
Essa é uma lista dos episódios do anime Hunter × Hunter de 2011. A série foi anunciada em julho de 2011 e estreou no dia 2 de outubro do mesmo ano, sendo exibida todos os domingos às 10h55 da manhã na emissora japonesa NTV. Diferente do que se pensava inicialmente, a nova adaptação acompanha a narrativa desde o primeiro capítulo do mangá. A série é dirigida por Hiroshi Koujina e produzida pelo estúdio de animação Madhouse, com roteiros feitos por Jun Maekawa e design de personagens de Takahiro Yoshimatsu. O elenco de dublagem da série anterior foi substituído e, tanto os personagens principais quanto os secundários, contam com dubladores completamente novos. O reboot também se diferencia do primeiro anime no quesito adaptação da obra original, sendo mais fiel ao mangá de Yoshihiro Togashi.
Aberturas:
- Episódios 01 à 26: "Departure!" por Masatoshi Ono (vap)
- Episódios 27 à 49: "Departure! -second version-" por Masatoshi Ono (vap)
- Episódios 50 à 58: "Departure!" por Masatoshi Ono (vap)
- Episódios 59 à 75: "Departure!" por Masatoshi Ono (vap)
- Episódios 76 à 136: "Departure! -second version-" por Masatoshi Ono (vap)
- Episódios 137 à 147: "Departure!" por Masatoshi Ono (vap)

Encerramentos:
- Episódios 01 à 26: "Just Awake" por Fear, and Loathing in Las Vegas (vap)
- Episódios 27 à 58: "HUNTING FOR YOUR DREAM" por GALNERYUS (vap)
- Episódios 59 à 75 e 147: "Reason" por Yuzu (vap)
- Episódios 76 à 98: "Nagareboshi Kirari" por Yuzu (vap)
- Episódios 99 à 136: "Hyōri Ittai" por Yuzu (vap)
- Episódios 137 à 147: "Hyōri Ittai" por Yuzu
- Episódio 148: "Departure! - complete version-" por Masatoshi Ono (vap)

## Exame Hunter
| # | Título em Português Título Original (Romaji)                                           | Adaptado do(s)                         | Estreia              |
| Arco 1: Exame Hunter | Arco 1: Exame Hunter                                                                   | Arco 1: Exame Hunter                   | Arco 1: Exame Hunter |
| --- | -------------------------------------------------------------------------------------- | -------------------------------------- | -------------------- |
| 1 | "Partida × e × Amigos" "タビダチ×ト×ナカマタチ (Tabidachi × to × Nakama-tachi)"        | Capítulos 1 e 2                        | 02/10/2011           |
| Gon, um garoto de 12 anos de idade, cumpre sua promessa a Mito, sua mãe adotiva, a fim de receber permissão da mesma para partir em uma viagem e prestar um exame e se tornar um Hunter assim como seu pai. No navio que o levava rumo ao local do exame, Gon conhece Leorio e Kurapika, que também estão tentando se tornar Hunters. Mas a amizade entre eles tem um começo difícil... |                                                                                        |                                        |                      |
| 2 | "Teste × dos × Testes" "シケン×ノ×シケン (Shiken × no × Shiken)"                       | Capítulos 3 e 4                        | 09/10/2011           |
| Gon, Leorio, e Kurapika chegaram à cidade onde o exame será realizado. Eles seguem o conselho do capitão e vão para o local do exame seguindo por um atalho. No caminho, eles passam por uma favela, onde um grupo de senhoras idosas estão esperando por eles. As senhoras diz-lhes que eles devem passar no seu teste ou serão desclassificados do exame Hunter. |                                                                                        |                                        |                      |
| 3 | "Rivais × Pela × Sobrevivência" "ライバル×ガ×サバイバル (Raibaru × ga × Sabaibaru)"    | Capítulos 5 e 6                        | 16/10/2011           |
| As criaturas chamadas Kiriko finalmente trouxeram nossos três heróis ao local do exame. Muitos candidatos já chegaram. Dentre eles o veterano Tonpa, o assustador Hisoka, o ninja tagarela Hanzo, e um garoto de skate chamado Killua. A primeira fase do exame finalmente está prestes a começar. |                                                                                        |                                        |                      |
| 4 | "Esperança × e × Ambição" "キボウ×ト×ヤボウ (Kibou × to × Yabou)"                      | Capítulos 6 à 8                        | 23/10/2011           |
| A primeira fase do exame é seguir o examinador Satotz até o local da segunda fase do exame. Um grande número de candidatos desistem no meio da caminhada tediosa e que à vista não tem fim. Leorio que estava correndo ao lado de Kurapika, começa a perder as forças, mas seu desejo de se tornar um Hunter o coloca novamente em ação. Depois de correr 80 quilômetros, eles alcançam um lance de escadas e Satotz aumenta o ritmo de novamente... |                                                                                        |                                        |                      |
| 5 | "Hisoka × é × Sorrateiro" "ヒソカ×ハ×ヒソカ (Hisoka × wa × Hisoka)"                    | Capítulos 8 à 10                       | 30/10/2011           |
| Após os candidatos atravessarem o longo túnel subterrâneo, agora encontram-se em um pântano nebuloso. Eles mal conseguem enxergar em meio ao pântano e são alvos fáceis de muitos monstros. Gon e Killua estão à frente, perto do grupo principal, enquanto Leorio e Kurapika estão entre os candidatos que estão mais atrás, quando de repente avistam um grupo de candidatos cercando Hisoka. |                                                                                        |                                        |                      |
| 6 | "Um × Desafio × Surpreendente" "イガイ×ナ×カダイ (Igai × na × Kadai)"                  | Capítulos 10 à 12                      | 06/11/2011           |
| Após um confronto com Hisoka, Gon e seus amigos são capazes de escapar com segurança para o local da segunda fase do exame. Os examinadores da segunda fase são Menchi e Buhara. A tarefa do segundo teste é uma prova de culinária. Os candidatos se esforçam para criar um prato que satisfaça a Hunter Gourmet Menchi. Será que alguém será capaz de fazer algo que a satisfaça? |                                                                                        |                                        |                      |
| 7 | "Batalha × no × Dirigível" "ヒコウセン×ノ×ケッセン (Hikousen × no × Kessen)"           | Capítulos 13 e 14                      | 13/11/2011           |
| Depois de Gon e seus amigos passarem com êxito na segunda fase do exame, eles embarcam em um dirigível que os levará para o local da terceira fase. Gon e Killua estão explorando a aeronave quando se deparam com Netero, que propõe um jogo muito simples. Tudo que eles tem que fazer é retirar uma bola de Netero, se conseguirem se tornam Hunters sem precisarem concluir o exame. |                                                                                        |                                        |                      |
| 8 | "Voto × da × Maioria?" "カイケツ×ハ×タスウケツ？ (Kaiketsu × wa × Tasuuketsu?)"        | Capítulos 14 à 17                      | 20/11/2011           |
| Finalmente a aeronave chega no topo da Torre dos Truques, o local da terceira fase do exame. Tudo que é dito é que eles devem chegar à base da torre dentro de 72 horas para passar no teste. Gon, Killua, Kurapika e Leorio finalmente descobrem uma passagem. No entanto, eles precisam de cinco membros antes que eles possam progredir, mas quem será a quinta pessoa...? |                                                                                        |                                        |                      |
| 9 | "Cuidado × com × os Prisioneiros" "シュウジン×ニ×ゴヨウジン (Shuujin × ni × Goyoujin)" | Capítulos 17 e 18                      | 27/11/2011           |
| No próximo teste, Gon e seus amigos devem ganhar três de cinco rodadas contra um grupo de criminosos prisioneiros na torre. Tonpa, surpreende a todos se oferencendo para jogar o primeiro round, mas logo depois se rende entregando o primeiro ponto aos adversários. O segundo round é um jogo para ver qual vela se apaga primeiro. No entanto, Gon se oferece para jogar, mas sua vela foi adulterada pelo adversário. Em seguida, Kurapika se encontra em um combate de vida ou morte contra o serial killer Majitani. No meio da luta Majitani revela uma tatuagem de aranha nas costas, o símbolo da Gen'ei Ryodan. |                                                                                        |                                        |                      |
| 10 | "Truque × para × um Truque" "ヒッカケ×ノ×キッカケ (Hikkake × no × Kikkake)"            | Capítulos 19 e 20                      | 04/12/2011           |
| Gon e Kurapika ganharam suas partidas, dando ao grupo uma vantagem de 2-1, mas os seus adversários afirmam que Majitani está apenas inconsciente, então a partida de Kurapika ainda não tinha sido resolvida. Leorio fica impaciente com Kurapika, que se recusa a "terminar o serviço". A confiança do grupo é abalada e então os cinco membros começam a brigar entre si. |                                                                                        |                                        |                      |
| 11 | "Problemas × com × a Aposta" "ギャンブル×デ×トラブル (Gyanburu × de × Toraburu)"       | Capítulos 20, 21 e parcialmente filler | 11/12/2011           |
| É a vez de Leorio, e em seu round ele terá que apostar o limite de tempo restante do grupo. Logo, Leorio só tem 10 horas restantes. Sem margem para erro, Leorio se arrisca em uma aposta de pedra, papel e tesoura. Ele estava confiante, mas sua oponente é especialista em jogos e o desestabiliza mentalmente. Duas vitórias, duas derrotas. O grupo encontra-se em uma situação difícil e o destino de todos agora está nas mãos de Killua. |                                                                                        |                                        |                      |
| 12 | "Último Teste × de × Determinação" "サイゴ×ノ×カクゴ (Saigo × no × Kakugo)"            | Parcialmente filler e Capítulo 22      | 18/12/2011           |
| Killua vence seu round, mas agora graças a Leorio o grupo têm uma penalidade de 50 horas e cada um reage de um jeito diferente. Depois de "pagarem" as 50 horas que perderam, eles são autorizados a voltar para o teste e agora devem superar mais alguns obstáculos. Depois disso, eles se deparam com duas portas uma ao lado da outra. Uma das portas leva a um caminho longo e difícil caminho que permite que os cinco do grupo passem. A outra porta leva a um caminho rápido e fácil que permite que apenas três pessoas passem. Qual será a decisão do grupo?                                                      |                                                                                        |                                        |                      |
| 13 | "Carta × de × Gon" "ゴンヨリ×ノ×タヨリ (Gon yori × no × Tayori)"                       | Episódio filler                        | 25/12/2011           |
| Gon escreve uma carta para Mito-san e Vovó onde detalha sua jornada de casa até o mais recente desafio na Torre dos Truques.(Episódio Resumo) |                                                                                        |                                        |                      |
| 14 | "Acerte × o × Alvo" "ターゲット×ニ×ヒット (Taagetto × ni × Hitto)"                     | Capítulos 22 à 24                      | 08/01/2012           |
| Os candidatos dirigem-se para Ilha Zevil onde acontecerá a quarta fase do exame. Cada um deles sorteiam um número que corresponde ao número de identificação do seu alvo. As regras são: A plaqueta de identificação do seu alvo vale 3 pontos, a sua própria plaqueta de identificação vale 3 pontos, e todas as outras plaquetas de identificação valem 1 ponto. Os candidatos devem somar um total de 6 pontos para passarem desta fase do exame. Inesperadamente o alvo de Gon acaba por ser... |                                                                                        |                                        |                      |
| 15 | "Explosão × de × Decepção" "ダマシアイ×ノ×トリアイ (Damashiai × no × Toriai)"          | Capítulos 25 e 26                      | 15/01/2012           |
| Gon está contando com as borboletas hemotrópicas para encontrar seu alvo, Hisoka, antes de aguardar o momento perfeito para usar sua habilidade com a vara de pesca para roubar a plaqueta de Hisoka. Enquanto isso, Leorio é enganado por Tonpa e perde a sua plaqueta, mas Kurapika ajuda a recuperá-la. Depois de se certificarem que não são alvos um do outro, eles decidiram formar uma aliança para juntos passarem no exame. |                                                                                        |                                        |                      |
| 16 | "Derrota × e × Desgraça" "ハイボク×ト×クツジョク (Haiboku × to × Kutsujoku)"           | Capítulos 27 e 28                      | 22/01/2012           |
| Kurapika e Leorio estão sendo perseguidos por Hisoka, mas conseguem negociar a sua fuga ao troco de uma plaqueta. No entanto, o encontro deixa Hisoka excitado para lutar, então ele sai em busca de um novo alvo a fim de saciar sua sede por sangue. No momento em que Hisoka vai atacar sua vitíma, Gon usa a sua vara de pesca e consegue roubar a plaqueta de Hisoka. No entanto, quando tentava escapar, ele é atacado por outro candidato e perder a sua plaqueta. |                                                                                        |                                        |                      |
| 17 | "Armadilha × no × Buraco" "アナ×デ×ワナ (Ana × de × Wana)"                             | Capítulos 29 e 30                      | 29/01/2012           |
| Killua se cansa de ter Imori o perseguindo nas sombras, então o desafia para uma luta e rapidamente o derrota. Enquanto isso, Gon junta-se com Leorio e Kurapika. Os três elaboram um plano para tirar plaqueta Ponzu. Gon com seus sentidos aguçados consegue localizá-la em uma caverna de aparência suspeita. Leorio insiste em entrar sozinho na caverna e alvo dá errado. |                                                                                        |                                        |                      |
| 18 | "Entrevista × Muito × Importante" "タイセツ×ナ×メンセツ (Taisetsu × na × Mensetsu)"    | Capítulos 31 e 32                      | 05/02/2012           |
| Gon, Kurapika e Leorio agora estão presos dentro de uma caverna infestada de cobras venenosas. Bourbon, a pessoa responsável pela armadilha, já está morto, e ninguém sabe como desarmar a armadilha. Enquanto isso, Leorio, que foi mordido pelas serpentes, está correndo risco de morte. Gon, num ato de coragem, consegue tirá-los da situação complicada e classificá-los para a fase final do exame Hunter. Mas, primeiro, Netero quer fazer uma entrevista com cada um dos candidatos restantes. |                                                                                        |                                        |                      |
| 19 | "Sem Vencer × e × Sem Perder" "カテナイ×ガ×マケナイ (Katenai × ga × Makenai)"          | Capítulos 33 e 34                      | 12/02/2012           |
| Gon e seus amigos avançaram para a fase final do Exame Hunter. A fase final é um torneio onde os vencedores de cada luta se tornam Hunters, enquanto que os perdedores continuam lutando até restar apenas um perdedor que será o úico que falhará no exame. Porém nas lutas, se você matar o seu adversário, está automaticamente desclassificado e todos os outros candidatos passam no exame automáticamente. O primeiro a lutar é Gon contra Hanzo. Gon não pode fazer nada contra Hanzo, mas ele se recusa a desistir. Hanzo, perde a paciência ante a insistência de Gon e chega até a lhe quebrar um de seus braços. |                                                                                        |                                        |                      |
| 20 | "Mudança × de Eventos × Inesperada" "フカカイ×ナ×テンカイ (Fukakai × na × Tenkai)"     | Capítulos 35 e 36                      | 19/02/2012           |
| Depois de quebrar o braço na luta contra Hanzo, Gon acorda em uma cama e é imediatamente felicitado por Satotz por passar no exame Hunter. Ele então informa a Gon que Killua falhou no exame por matar um dos participantes. Gon não acredita no que Satotz lhe diz. Satotz conta que tudo aconteceu quando Killua enfrentou seu irmão Illumi. Que tinha se inscrito no exame com o nome de Gittarackur. |                                                                                        |                                        |                      |
| 21 | "Problemas × Entre × Irmãos" "キョウダイ×ノ×モンダイ (Kyoudai × no × Mondai)"          | Capítulos 37, 38 e parcialmente filler | 04/03/2012           |
| Gon fica furioso com Illumi por ter forçado Killua a matar. Ele então depois de uma pequena conversa com Illumi diz que irá resgatar Killua. Illumi lhe diz que Killua voltou para casa, a mansão da família Zoldyck, que fica localizada no Monte Kukuro. Gon e seus amigos partem. O episódio termina com Satotz mencionando que o verdadeiro Exame Hunter ainda não acabou. |                                                                                        |                                        |                      |

## Família Zoldyck
| # | Título em Português Título Original (Romaji)                               | Adaptado do(s)                         | Estreia                  |
| Arco 2 : Familia Zoldyck | Arco 2 : Familia Zoldyck                                                   | Arco 2 : Familia Zoldyck               | Arco 2 : Familia Zoldyck |
| --- | -------------------------------------------------------------------------- | -------------------------------------- | ------------------------ |
| 22 | "Cão × de Guarda × Perigoso" "キケン×ナ×バンケン (Kiken × na × Banken)"    | Capítulos 39 e 40                      | 11/03/2012               |
| Depois de chegarem na República de Padokea, Gon, Leorio e Kurapika a bordo de um ônibus de excursão vão rumo o Monte Kukuro, onde vive Killua. No entanto, eles são bloqueados por um portão gigantesco e pesado. Existe uma porta na lateral, mas qualquer um que tenta entrar por esta porta é devorado pelo cão de guarda da família. Gon disse ao guarda que são amigos de Killua e pede para que os deixem entrar.                                 |                                                                            |                                        |                          |
| 23 | "O Dever × de × um Guarda" "バンニン×ノ×セキニン (Bannin × no × Sekinin)"  | Capítulos 40, 41 e parcialmente filler | 18/03/2012               |
| Gon e seus amigos decidiram passar pelo imenso portão dos desafios para ver Killua. Primeiro, eles treinam com alguns dos criados da residência até que eles possam abrir o portão. Enquanto isso, Killua fica sabendo que Gon e os outros estão em sua casa para vê-lo. Gon, Leorio e Kurapika são capazes de abrir o portão depois de completar seu treinamento, mas a aprendiz de mordomo Canary, agora está em seu caminho os impedindo de avançar. |                                                                            |                                        |                          |
| 24 | "A × Família × Zoldyck" "ゾルディック×ノ×カゾク (Zorudikku × no × Kazoku)" | Capítulo 42 e parcialmente filler      | 25/03/2012               |
| Com a ajuda de Canary, que estava preocupada com Killua, Gon e seus amigos conseguem se aproximar da mansão. No entanto, Kikyou, diz que Killua não pode vê-los porque ele estava confinado na solitária por vontade própria para se redimir de a ter desobedecido. Enquanto isso, Killua foi convocado por Silva e esse lhe pergunta se ele quer ver o seu amigo? Killua responde com sinceridade, e ele então o autoriza a ir ver seus amigos.        |                                                                            |                                        |                          |
| 25 | "Não Sei × Se Você × é Cego" "ミエナイ×ト×アエナイ (Mienai × to × Aenai)"  | Capítulos 43 e 44                      | 01/04/2012               |
| Canary guia Gon e seus amigos até o escritório dos mordomos. Lá, eles encontram o mordomo chefe Gotou, que os desafia a um jogo de adivinhação com moedas para que ele possa determinar se eles são dignos de serem amigos de Killua. Depois de vencer o jogo e se reunir com Killua, Gon agora segue em frente rumo ao seu próximo objetivo. |                                                                            |                                        |                          |
| 26 | "Antes × e × Depois" "アレカラ×ト×ソレカラ (Are Kara × to × Sore Kara)"    | Episódio filler                        | 08/04/2012               |
| Uma carta de Gon chega a Ilha Baleia para Mito. (Recapitulação de tudo o que aconteceu). |                                                                            |                                        |                          |

## Torre Celestial
| # | Título em Português Título Original (Romaji)                                                              | Adaptado do(s)                         | Estreia                 |
| Arco 3: Torre Celestial | Arco 3: Torre Celestial                                                                                   | Arco 3: Torre Celestial                | Arco 3: Torre Celestial |
| --- | --- | -------------------------------------- | ----------------------- |
| 27 | "Chegada × à × Torre" "トウギジョウ×ニ×トウジョウ (Tougijou × ni × Toujou)"                               | Capítulos 44 à 46                      | 15/04/2012              |
| Gon e Killua decidem ir até a Torre Celestial, a fim de treinarem e ganharem dinheiro. A torre é famosa por reunir vários lutadores de todo o mundo. Eles deverão subir a torre até chegar ao último andar o 200º. À medida que sobem a torre os adversários ficam cada vez mais fortes. Ambos imediatamente avançam para o 50º andar depois de suas batalhas iniciais no 1º piso. Lá, eles conhecem Zushi. Quando Killua enfrenta Zushi, ele não tem muitas dificuldades no início, mas Zushi usa uma técnica estranha que lembra e muito a utilizada pelo seu irmão Illumi. | |                                        |                         |
| 28 | "Nen × e × Nen" "ネン×ト×ネン (Nen × to × Nen)"                                                           | Capítulos 46 e 47                      | 22/04/2012              |
| Wing explica os fundamentos do Nen aos garotos, Killua acredita que ele não os contou tudo sobre os fundamentos do Nen. Depois de uma ascensão meteórica a partir do 1º andar para o 190º, eles finalmente tem a sua chance de se inscreverem para as lutas no 200º andar. Mas só ao pisar para fora do elevador, eles descobrirão que o nível do andar é totalmente diferente dos anteriores. A intenção de matar dos lutadores desse andar é explícita. | |                                        |                         |
| 29 | "Despertar × e × Potencial" "カクセイ×ト×カノウセイ (Kakusei × to × Kanousei)"                            | Capítulos 48 e 49                      | 29/04/2012              |
| Depois de atingirem o 200º andar da Torre Celestial, Gon e Killua se deparam com Hisoka que os impede de avançar apenas com sua aura Nen. Wing começa a ensiná-los o verdadeiro Nen e este a fim de despertar suas auras Nen utiliza de um método perigoso e agressivo para despertar o potencial Nen do garotos. Como o prazo limite para inscrição para as lutas se aproxima, eles começam o treinamento em um dos quatro grandes princípios de Nen, o princípio de defesa: Ten.                                                                                            | |                                        |                         |
| 30 | "Feroz × e × Ardente" "ゲキトウ×ト×カットウ (Gekitou × to × Kattou)"                                      | Capítulos 50, 51 e parcialmente filler | 06/05/2012              |
| Depois de passarem pela barreira de Nen de Hisoka, os garotos se dirigem até a recepção do andar para se registrarem para as lutas. Em sua primeira partida no 200º andar, Gon enfrenta Guido um usuário de Nen. Gon usa o Ten para se proteger, mas logo sua defesa é enfraquecida pela técnica de Guido, a dança dos piões. Gon tenta desesperadamente encontrar uma maneira de lutar, e então toma uma decisão corajosa. | |                                        |                         |
| 31 | "Destino × e × Tenacidade" "インネン×ト×シュウネン (Innen × to × Shuunen)"                                | Capítulos 52 e 53                      | 13/05/2012              |
| Um mês se passou desde que Gon ficou gravemente ferido em sua luta contra Guido. Hisoka e Kastro estão prestes a lutar na Torre Celestial. Kastro foi capaz de acertar Hisoka no passado e em uma entrevista que concede ao comitê de organização da Torre, parece muito confiante de sua vitória dessa vez. Hisoka aparece imperturbável para a sua luta. | |                                        |                         |
| 32 | "Uma × Surpreendente × Vitória" "ドッキリ×ナ×ショウリ (Dokkiri × na × Shouri)"                            | Capítulos 54 e 55                      | 20/05/2012              |
| Kastro usou sua habilidade para criar um clone de si mesmo com Nen para cortar so braços de Hisoka e ter uma vantagem na luta. No entanto, apesar de ter perdido os dois braços, Hisoka continua perfeitamente calmo. Kastro perde a calma e ataca Hisoka novamente que depois de algumas palavras o nocauteia facilmente. | |                                        |                         |
| 33 | "Uma × Ameaça × Vazia" "ケイハク×ナ×キョウハク (Keihaku × na × Kyouhaku)"                                 | Capítulos 56 e 57                      | 27/05/2012              |
| Depois de dois meses, Gon e Killua são finalmente autorizados a praticar Nen novamente. É quando Guido, Sadaso e Riehlvelt aparecem perante eles e lhes diz para combatê-los na arena. Gon e Killua recusam, mas Killua desconfia do comportamento suspeito de Sadaso e logo após o ameaça de morte caso ele insista em seus planos. | |                                        |                         |
| 34 | "Poder × para × Vingar" "ジツリョク×デ×セツジョク (Jitsuryoku × de × Setsujoku)"                          | Capítulos 58 e 59                      | 03/06/2012              |
| Gon luta novamente contra Guido. Ele ainda está triste pelo que Guido e Riehlvelt fizeram à Zushi. Dessa vez, Gon é capaz de resistir aos ataques Guido e o derrota facilmente. Logo após isso ele e Killua derrotam também Riehlvelt. Isso faz com que Hisoka se excite para lutar com Gon, lhe dizendo para ele escolher o horário e a data da luta. | |                                        |                         |
| 35 | "O × Verdadeiro × Exame" "セイカク×ナ×ゴウカク (Seikaku × na × Goukaku)"                                  | Capítulos 60 e 61                      | 17/06/2012              |
| Gon e Killua começam a treinar Hatsu, o último princípio Nen que ainda faltava aprenderem. Finalmente, Gon desafia Hisoka para retornar-lhe a favor do Exame Hunter. "Eu vou devolver a plaqueta de volta ao Hisoka enquanto soco a cara dele!", diz Gon. | |                                        |                         |
| 36 | "Um Grande Débito × e × Um Pequeno Chute" "オオキナカリ×ト×チイサナケリ (Ookinakari × to × Chiisanakeri)" | Capítulos 62, 63 e parcialmente filler | 24/06/2012              |
| Após acertar um soco em Hisoka, Gon vai até o centro da arena e lhe devolve a plaqueta do Exame Hunter. Hisoka está em êxtase de ver o desenvolvimento de Gon e usa sua técnica Nen para atacar. Gon fica com medo, mas de forma imprudente continua a atacar! Será que ele vai sair vitorioso? | |                                        |                         |

## Leilão de Yorkshin
| # | Título em Português Título Original (Romaji)                                                               | Adaptado do(s)                             | Estreia           |
| Arco 4: York Shin | Arco 4: York Shin                                                                                          | Arco 4: York Shin                          | Arco 4: York Shin |
| --- | --- | ------------------------------------------ | ----------------- |
| 37 | "Ging × e × Gon" "ジン×ト×ゴン (Jin × to × Gon)"                                                           | Capítulos 64 e 65                          | 01/07/2012        |
| Depois de aprender Nen e se tornar um verdadeiro Hunter, Gon volta a Ilha Baleia com Killua. Quando eles chegam lá, Mito tem uma caixa para entregar a ele. Ging disse a ela para dar esta caixa para Gon uma vez que ele se tornasse um Hunter. No entanto, parece que a caixa não pode ser aberta tão facilmente...                                                                                               | |                                            |                   |
| 38 | "Resposta × do × Pai" "オヤジ×ノ×ヘンジ (Oyaji × no × Henji)"                                              | Capítulos 66 e 69                          | 08/07/2012        |
| A caixa deixada por Ging para Gon, continha uma fita cassete com uma gravação de sua voz. No entanto, uma vez que a fita é ouvida e pausada, é automaticamente apagada. Agora, as únicas pistas restantes são apenas o anel e o cartão de memória de um jogo também deixados na caixa... | |                                            |                   |
| 39 | "Desejo × e × Promessa" "ネガイ×ト×チカイ (Negai × to × Chikai)"                                           | Parcialmente filler, capítulos 67 e 83     | 15/07/2012        |
| Gen'ei Ryodan, o mais odiado inimigo de Kurapika. Há cinco anos, eles dizimaram seus parentes e amigos, e arrancaram os seus valiosos olhos escarlates. Kurapika agora, dara início a sua vingança e também sua tentativa de recuperar os olhos de seus irmãos de clã. | |                                            |                   |
| 40 | "Usuários × de Nen × Reunem-se?" "ノウリョクシャ×ハ×キョウリョクシャ？ (Nouryokusha × wa × Kyouryokusha?)" | Capítulo 68 e parcialmente filler          | 22/07/2012        |
| Kurapika e os outros candidatos a emprego chegam à casa de um colecionador de troféus humanos e são atacados por uma força desconhecida. À medida que lutam contra os agressores, Kurapika é capaz de identificar que um dos membros do grupo tem um comportamento suspeito. Enquanto isso, Gon e Killua dirigem-se para York Shin para procurar informações sobre o Greed Island, o jogo que pode levá-los a Ging. | |                                            |                   |
| 41 | "Reunião × de × Heróis" "ゴウケツ×ノ×シュウケツ (Gouketsu × no × Shuuketsu)"                               | Capítulos 70, 71, 72 e parcialmente filler | 29/07/2012        |
| O maior leilão do mundo está prestes a começar em York Shin. O líder do Gen'ei Ryodan, Chrollo, instruiu os membros a se reunirem na cidade. Para quê? O bando de ladrões assassinos está prestes a fazer seu movimento. | |                                            |                   |
| 42 | "Defender × e × Atacar" "マモル×ト×セメル (Mamoru × to × Semeru)"                                          | Capítulos 71, 72, 73 e parcialmente filler | 05/08/2012        |
| O leilão está finalmente começando. Gon, Killua e Leorio estão trabalhando duro para juntar dinheiro suficiente para comprar o jogo Greed Island. Kurapika foi designado para monitorar a casa de leilões. Enquanto isso, o Gen'ei Ryodan se aproxima. Todos os caminhos em breve se cruzarão em York Shin. | |                                            |                   |
| 43 | "Uma × Tragédia × Chocante" "ショウゲキ×ノ×サンゲキ (Shougeki × no × Sangeki)"                             | Capítulos 73 à 75                          | 12/08/2012        |
| O Gen'ei Ryodan ataca o leilão subterrâneo realizado pela Máfia. Não resta nenhum sinal da mercadoria ou dos convidados. A Máfia coloca uma recompensa sobre suas cabeças e começam a perseguição. Kurapika e os guarda-costas de outros membros da máfia juntam-se em uma grande perseguição. Ele está se aproximando cada vez mais do Gen'ei Ryodan.                                                              | |                                            |                   |
| 44 | "Uma Grande × Batalha × se Aproxima" "ゲキセン×ノ×フクセン (Gekisen × no × Fukusen)"                       | Capítulos 75 à 77                          | 19/08/2012        |
| Após ser massacrada por Uvogin, a Máfia decide enviar sua arma secreta, as Bestas das Sombras. No entanto, Uvogin é capaz de derrotá-los sozinho e com certa facilidade. Durante a batalha, a tatuagem de aranha nas suas costas é revelada, e Kurapika parte para a ação. | |                                            |                   |
| 45 | "Restrição × e × Juramento" "コウソク×ト×ヤクソク (Kounku × to × Yakusoku)"                                | Capítulos 77 à 79                          | 02/09/2012        |
| Kurapika foi capaz de capturar Uvogin, um membro do Gen'ei Ryodan. Kurapika luta para controlar sua raiva, enquanto Uvogin faz exigências como se não fosse um prisioneiro. É quando Kurapika recebe um e-mail de Hisoka... | |                                            |                   |
| 46 | "Perseguindo × e × Esperando" "オウモノ×ト×マツモノ (Oumono × to × Matsumono)"                             | Capítulos 79 e 80                          | 09/09/2012        |
| Uvogin conseguiu escapar com a ajuda de seus companheiros. No entanto, após o sofrer um duro golpe em seu ego, ele está determinado a perseguir Kurapika e derrotá-lo. Kurapika percebe que o Gen'ei Ryodan identificou a sua localização e move o chefe para um lugar seguro, enquanto aguarda a chegada do Gen'ei Ryodan sozinho.                                                                                 | |                                            |                   |
| 47 | "Condição × e × Condição" "セイヤク×ト×セイヤク (Seiyaku × to × Seiyaku)"                                  | Capítulos 81 à 84                          | 16/09/2012        |
| Kurapika se vê cara a cara com Uvogin, um membro do Gen'ei Ryodan e responsável pela destruição do seu clã. Uvogin diz que não se lembra do clã Kurta, o que enfurece Kurapika. Sua batalha um-contra-um está prestes a começar. | |                                            |                   |
| 48 | "Olhos × Muito × Afiados" "メキキ×ノ×キキメ (Mekiki × no × Kikime)"                                        | Capítulos 84 à 88                          | 23/09/2012        |
| Gon, Killua e Leorio estão tentando conseguir dinheiro para comprar o Greed Island. Como eles passam através do mercado, Gon se depara com uma forma de identificar itens valiosos. O plano é comprar barato e vender baixa, mas alguém está oferecendo em todos os seus itens. | |                                            |                   |
| 49 | "Perseguição × e × Análise" "ツイセキ×デ×ブンセキ (Tsuiseki × de × Bunseki)"                               | Capítulos 89 à 91                          | 30/09/2012        |
| Gon e seus amigos estão esperando para ganhar a recompensa que foi colocada pela captura do Gen'ei Ryodan. Ao mesmo tempo, Machi e Nobunaga foram encaminhados para procurar o "usuário da corrente", porque Uvogin não retornou. Gon e Killua recebem uma dica e começam a perseguir dois integrantes do grupo. | |                                            |                   |
| 50 | "Aliado × e × Espada" "ナカマ×ト×カタナ (Nakama × to × Katana)"                                            | Capítulos 91 à 94                          | 07/10/2012        |
| Gon e seus amigos estão esperando para ganhar a recompensa que foi colocada pela captura do Gen'ei Ryodan. Ao mesmo tempo, Machi e Nobunaga foram encaminhados para procurar o "usuário da corrente", porque Uvogin não retornou. Gon e Killua recebem uma dica e começam a perseguir dois integrantes do grupo. | |                                            |                   |
| 51 | "Campo × de Batalha × Brutal" "ヒジョウ×ノ×センジョウ (Hijou × no × Senjou)"                               | Capítulos 94 à 97                          | 14/10/2012        |
| 52 | "Ataque × e × Impacto" "ヒジョウ×ノ×センジョウ (Shūgeki × to × Shōgeki)"                                   | Capítulos 97 à 99                          | 21/10/2012        |
| Chrollo, o líder da Genei Ryodan se encontra com Zeno e Silva Zoldyck, isso resulta numa batalha amedrontadora para Chrollo. | |                                            |                   |
| 53 | "Farsa × e × Psique" "ゲキセン×ノ×フクセン (Gekisen × no × Fukusen)"                                       | Capítulos 99 à 101                         | 28/10/2012        |
| O líder do Gen'ei Ryodan é morto ... Kurapika fica chocado com a notícia. Não convencido, ele tenta ver o corpo com seus próprios olhos. Enquanto isso, os corpos dos outros membros da Trupe foram descobertos. | |                                            |                   |
| 54 | "Previsão x Falsa?" "ウラナイ×ガ×アタラナイ？ (Uranai × ga × Ataranai?)"                                   | Capítulos 102 à 106                        | 04/11/2012        |
| 55 | "Camaradas x e x Enganações!" "ナカマ×ト×イカサマ (Nakama × to × Ikasama)"                                 | Capítulos 106 à 108                        | 11/11/2012        |
| 56 | "Amado x e x Desastre!" "サイアイ×ト×サイアク (Saiai × to × Saiaku)"                                       | Capítulos 109 à 112                        | 18/11/2012        |
| 57 | "Iniciativa x e x Instruções!" "センテ×ト×オキテ (Sente × to × Okite)"                                     | Capítulos 112 à 116                        | 02/12/2012        |
| 58 | "Adeus x e x Arma" "ヒキギワ×ノ×ヒキガネ (Hikigiwa × no × Hikigane)"                                       | Capítulos 116 à 120                        | 09/12/2012        |

## Greed Island
| #                    | Título em Português Título Original (Romaji)                     | Adaptado do(s)       | Estreia              |
| Arco 5: Greed Island | Arco 5: Greed Island                                             | Arco 5: Greed Island | Arco 5: Greed Island |
| -------------------- | ---------------------------------------------------------------- | -------------------- | -------------------- |
| 59                   | "Lance x e x Pressa" "セリ×ト×アセリ (Seri × To × Aseri)"        | Capítulos 121 à 124  | 16/12/2012           |
| 60                   | "Fim x e x Começo" "キマリ×ト×ハジマリ (Kimari × To × Hajimari)" | Capítulos 124 à 127  | 23/12/2012           |
| 61                   | "Convite x e x Amigo"                                            | ####                 | 06/01/2013           |
| 62                   | "Realidade x e x Cura"                                           | ####                 | 13/01/2013           |
| 63                   | "Uma x Mestra x Severa"                                          | ####                 | 20/01/2013           |
| 64                   | "Força x e x Ameaça"                                             | ####                 | 27/01/2013           |
| 65                   | "Punhos do Mal x e x Pedra,Papel ou Tesoura"                     | ####                 | 03/02/2013           |
| 66                   | "Estratégia x e x Esquema"                                       | ####                 | 10/02/2013           |
| 67                   | "15 x e x 15"                                                    | ####                 | 17/02/2013           |
| 68                   | "Piratas x e x Convidados"                                       | ####                 | 24/02/2013           |
| 69                   | "Um x Confronto x Esquentado"                                    | ####                 | 03/03/2013           |
| 70                   | "Coragem x e x Raça"                                             | ####                 | 10/03/2013           |
| 71                   | "Barganha x e x Acordo"                                          | ####                 | 17/03/2013           |
| 72                   | "Perseguição x e x Acaso"                                        | ####                 | 24/03/2013           |
| 73                   | "Insanidade x e x Sanidade"                                      | ####                 | 31/03/2013           |
| 74                   | "Vencedor x e x Perdedor"                                        | ####                 | 07/04/2013           |
| 75                   | "Amigos do Ging x e x Verdadeiros Amigos"                        | ####                 | 14/04/2013           |

## Formigas Quimera
| #                         | Título em Português Título Original (Romaji)       | Adaptado do(s)            | Estreia                   |
| Arco 6: Formigas Quimeras | Arco 6: Formigas Quimeras                          | Arco 6: Formigas Quimeras | Arco 6: Formigas Quimeras |
| ------------------------- | -------------------------------------------------- | ------------------------- | ------------------------- |
| 76                        | "Reunião x e x Compreensão"                        | ####                      | 21/04/2013                |
| 77                        | "Desconfortável x e x Avistamento"                 | ####                      | 28/04/2013                |
| 78                        | "Reprodução x Muito x Rápida"                      | ####                      | 05/05/2013                |
| 79                        | "Não x Adianta x NGL"                              | ####                      | 12/05/2013                |
| 80                        | "Malaigno x e x Assustador"                        | ####                      | 19/05/2013                |
| 81                        | "A x Luta x Começa"                                | ####                      | 26/05/2013                |
| 82                        | "Kite x e x Slots"                                 | ####                      | 02/06/2013                |
| 83                        | "Inspiração x Para x Evoluir"                      | ####                      | 09/06/2013                |
| 84                        | "Um x Despertar x Predestinado"                    | ####                      | 16/06/2013                |
| 85                        | "Luz x e x Trevas"                                 | ####                      | 23/06/2013                |
| 86                        | "Promessa x e x Reunião"                           | ####                      | 30/06/2013                |
| 87                        | "Duelo x e x Fuga"                                 | ####                      | 07/07/2013                |
| 88                        | "Pedra,Papel, Tesoura x e x Ponto Fraco"           | ####                      | 14/07/2013                |
| 89                        | "Piedade x e x Força"                              | ####                      | 21/07/2013                |
| 90                        | "Juros x e x Maldição"                             | ####                      | 28/07/2013                |
| 91                        | "O Forte x e x O Fraco"                            | ####                      | 04/08/2013                |
| 92                        | "Um Desejo x e x Duas Promessas"                   | ####                      | 11/08/2023                |
| 93                        | "Encontro x Com x Palm"                            | ####                      | 18/08/2013                |
| 94                        | "Amigo x e x Jornada"                              | ####                      | 01/09/2013                |
| 95                        | "Rancar x e x Pavor"                               | ####                      | 08/09/2013                |
| 96                        | "Uma Casa x Sem x Sem Lei"                         | ####                      | 15/09/2013                |
| 97                        | "Massacre x e x Devastação"                        | ####                      | 22/09/2013                |
| 98                        | "Infiltração x e x Seleção"                        | ####                      | 29/09/2013                |
| 99                        | "Combinação x e x Evolução"                        | ####                      | 09/10/2013                |
| 100                       | "Rastreamento x e x Perseguição"                   | ####                      | 16/10/2013                |
| 101                       | "Ikalgo x e x Relâmpago"                           | ####                      | 23/10/2013                |
| 102                       | "Poder x e x Jogos"                                | ####                      | 30/10/2013                |
| 103                       | "Xeque x Mate"                                     | ####                      | 06/11/2013                |
| 104                       | "Dúvida x e x Excitação"                           | ####                      | 13/11/2013                |
| 105                       | "Determinação x e x Despertar"                     | ####                      | 20/11/2013                |
| 106                       | "Knov x e x Morel"                                 | ####                      | 26/11/2013                |
| 107                       | "Retorno x e x Retirada"                           | ####                      | 04/12/2013                |
| 108                       | "Gungi x de x Komugi"                              | ####                      | 11/12/2013                |
| 109                       | "Balanço x e x Ação"                               | ####                      | 18/12/2013                |
| 110                       | "Confusão x e x Expectativa"                       | ####                      | 25/12/2013                |
| 111                       | "Atacar x e x Invadir"                             | ####                      | 08/01/2014                |
| 112                       | "Forasteiro x e x Monstro"                         | ####                      | 15/01/2014                |
| 113                       | "Um x Inseto x Endividado"                         | ####                      | 22/01/2014                |
| 114                       | "Divisão x e x Conquista"                          | ####                      | 29/01/2014                |
| 115                       | "Dever x e x Perguntas"                            | ####                      | 05/02/2014                |
| 116                       | "Vingança x e x Recuperação"                       | ####                      | 12/02/2014                |
| 117                       | "Insulto x e x Troco"                              | ####                      | 19/02/2014                |
| 118                       | "Uma x Fúria x Falsa"                              | ####                      | 26/02/2014                |
| 119                       | "Forte x ou x Fraco"                               | ####                      | 05/03/2014                |
| 120                       | "Falso x e x Verdadeiro"                           | ####                      | 12/03/2014                |
| 121                       | "Derrota x e x Dignidade"                          | ####                      | 19/03/2014                |
| 122                       | "Postura x e x Nome"                               | ####                      | 26/03/2014                |
| 123                       | "Centopéia x e x Memória"                          | ####                      | 02/04/2014                |
| 124                       | "Colapso x e x Despertar"                          | ####                      | 09/04/2014                |
| 125                       | "Grande Poder x e x Poder Supremo"                 | ####                      | 16/04/2014                |
| 126                       | "Zero x e x Rosa"                                  | ####                      | 23/04/2014                |
| 127                       | "Hostilidade x e x Determinação"                   | ####                      | 30/04/2014                |
| 128                       | "Felicidade Incomparável x e x Amor Incondicional" | ####                      | 07/05/2014                |
| 129                       | "Inimigo Formidável x e x Objetivo Claro"          | ####                      | 14/05/2014                |
| 130                       | "Magiar x do x Desespero"                          | ####                      | 21/05/2014                |
| 131                       | "Raiva x e x Luz"                                  | ####                      | 28/05/2014                |
| 132                       | "Lampejo x e x Início"                             | ####                      | 04/06/2014                |
| 133                       | "Prazo x Para x Viver"                             | ####                      | 11/06/2014                |
| 134                       | "Uma Palavra x e x Nada Mais"                      | ####                      | 18/06/2014                |
| 135                       | "Essa Pessoa x e x Esse Momento"                   | ####                      | 25/06/2014                |
| 136                       | "Voltando Para Casa x e x Nome Verdadeiro"         | ####                      | 02/07/2014                |

## Eleição
| # | Título em Português Título Original (Romaji)  | Adaptado do(s)  | Estreia         |
| Arco 7: Eleição | Arco 7: Eleição                               | Arco 7: Eleição | Arco 7: Eleição |
| --- | --------------------------------------------- | --------------- | --------------- |
| 137 | "Debate x dos x Zodíacos"                     | ####            | 09/07/2014      |
| Após o testamento do Ex-Presidente Netero, os Zodiacos se reunem na sede da Associação Hunter para decidir, como será a eleição do sucessor.                                     |                                               |                 |                 |
| 138 | "Um Incômodo x e x Um Desejo"                 | ####            | 16/07/2014      |
| Os zodíacos se encontram em reunião para discutir o terceiro turno evitando vantagens para Pariston, enquanto isso Killua busca ajuda de Alluka, uma irmã com poderes especiais. |                                               |                 |                 |
| 139 | "Alluka x e x "Coisa""                        | ####            | 23/07/2014      |
| 140 | "Juntar-se à Batalha x e x Batalha Declarada" | ####            | 30/07/2014      |
| Leório dá um soco em ging no meio de um discurso dos zodíacos derrubando-o de sua cadeira                                                                                        |                                               |                 |                 |
| 141 | "Mago x e x Mordomo"                          | ####            | 06/08/2014      |
| 142 | "Agulhas x e x Dívida"                        | ####            | 13/08/2014      |
| 143 | "Pecado x e x Garra"                          | ####            | 20/08/2014      |
| 144 | "Aprovação x e x Coalizão"                    | ####            | 27/08/2014      |
| 145 | "Derrota x e x Reunião!"                      | ####            | 03/09/2014      |
| 146 | "Presidente x e x Libertação"                 | ####            | 10/09/2014      |
| 147 | "Salvação x e x Futuro"                       | ####            | 17/09/2014      |
| 148 | "O que veio x e x O que esta por vir"         | ####            | 24/09/2014      |